# Acremonium masseei
Acremonium masseei är en svampart som först beskrevs av Pier Andrea Saccardo, och fick sitt nu gällande namn av W. Gams 1971. Acremonium masseei ingår i släktet Acremonium, ordningen köttkärnsvampar, klassen Sordariomycetes, divisionen sporsäcksvampar och riket svampar.   Inga underarter finns listade i Catalogue of Life.